# St John’s College (Cambridge)
Das St John’s College ist ein College der Universität Cambridge, England. Es wurde auf Geheiß von Lady Margaret Beaufort (1443–1509) im Jahr 1511 gegründet, zwei Jahre nach ihrem Tod. Es gehört in Cambridge zu den Colleges mit der größten Studentenschaft.
St John’s ist eines der reichsten Colleges mit einem Stiftungsvolumen von 225 Millionen Pfund Sterling und einem Einkommen von 7,6 Millionen Pfund p. a. (2003). Zehn Mitglieder des Colleges erhielten insgesamt elf Nobelpreise. Das College besitzt außerdem einen weltweit bekannten Collegechor.
Jedes Jahr verleiht das College angesehene und generöse Stipendien an graduierte Studenten unter dem „Benefactors’ Scholarships Scheme“. Teil dieses Stipendien-Schemas sind das Craik Scholarship, das J.C. Hall Scholarship, der Luisa Aldobrandini Studentship Competition, das Paskin Scholarship und das Pelling Scholarship.
Der Konkurrenzkampf um diese Stipendien ist äußerst hart, da Studenten aller Länder, die ein beliebiges Graduate-Studium absolvieren wollen (und nicht nur Collegemitglieder), sich bewerben können.

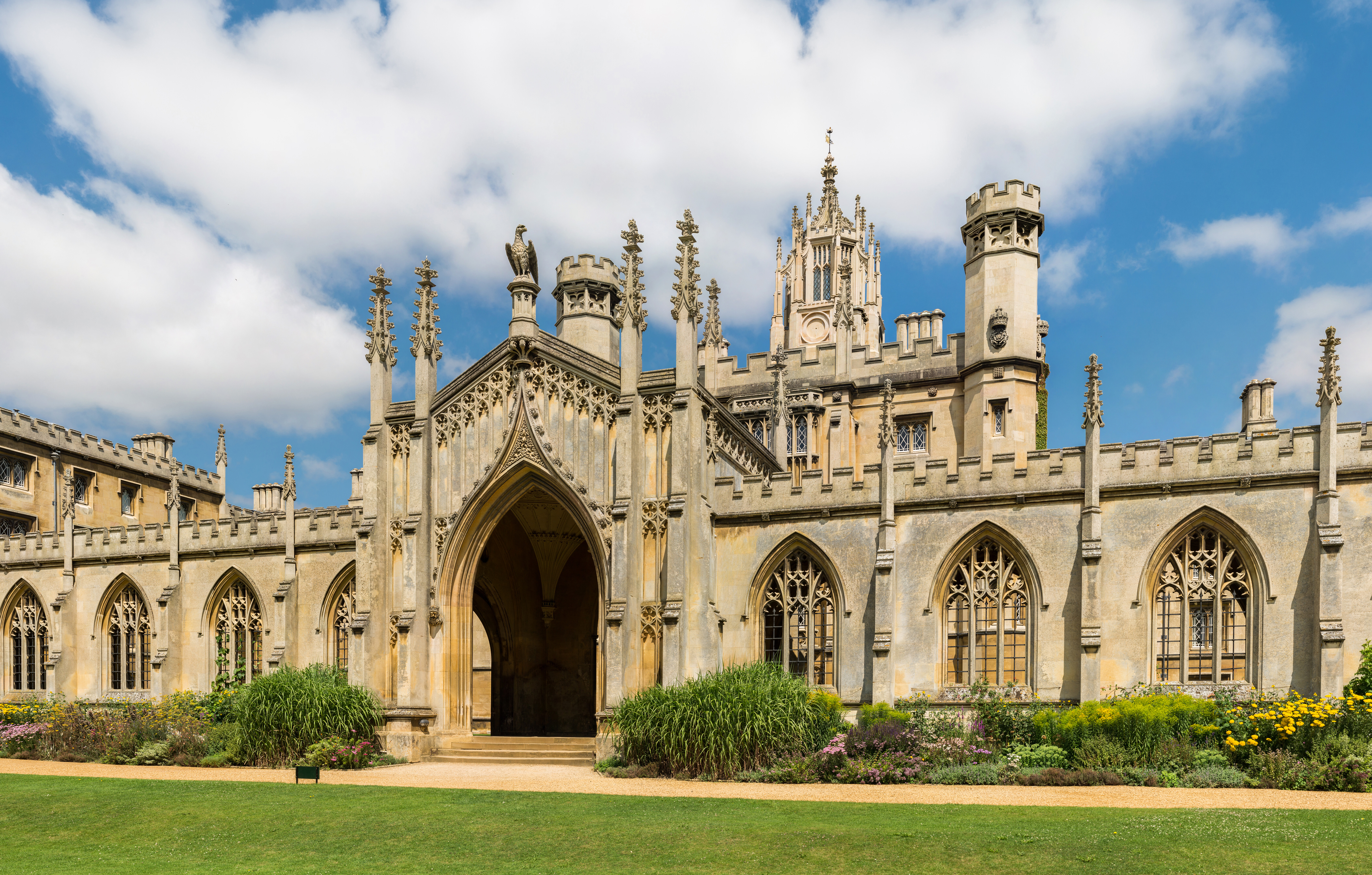
New Court of St John’s College, Cambridge

Seit 1859 erscheint The Eagle,  der Jahresbericht des Colleges.

## Zahlen zu den Studierenden
Im Dezember 2022 waren 1002 Studierende am St John’s College eingeschrieben. Davon strebten 634 (63,3 %) ihren ersten Studienabschluss an, sie waren also undergraduates. 368 (36,7 %) arbeiteten auf einen weiteren Abschluss hin, sie waren postgraduates. 2020 waren es 964 Studierende gewesen, davon 309 im weiterführenden Studium, 2021 insgesamt 998.

## Bekannte Mitglieder
- Brook Taylor (1685–1731) – Mathematiker (Taylorreihe)
- William Wilberforce (1759–1833) – Parlamentarier und Gegner des Sklavenhandels
- Thomas Clarkson (1760–1846) – Gegner der Sklaverei in England, Gründer der Abolitionistenbewegung
- William Wordsworth (1770–1850) – Dichter und führendes Mitglied der englischen Romantikbewegung
- William Montgomery (1871–1930) – Übersetzer und Kryptoanalytiker (siehe auch: Zimmermann-Depesche)
- Reginald James (1891–1964) – Physiker und Teilnehmer an der Endurance-Expedition (1914–1917)
- William Edmund Hick (1912–1974), Pionier der Kognitionswissenschaft und der Ergonomie
- Sir Maurice Wilkes (1913–2010) – Mitbegründer der Informatik
- Eric Koch (1919 – 2018), kanadischer Journalist
- Manmohan Singh (1932–2024) – Premierminister Indiens (2004–2014)
- Fra’ Matthew Festing (1949–2021) – 79. Großmeister des Malteserordens
- Douglas Adams (1952–2001) – Schriftsteller („Per Anhalter durch die Galaxis“)

### Nobelpreisträger
Nobelpreise erhielten:
| Jahr | Name                                   | Gebiet                                    |
| ---- | -------------------------------------- | ----------------------------------------- |
| 1933 | Paul Dirac (1902–1984)                 | Physik (Quantenphysik)                    |
| 1947 | Sir Edward Victor Appleton (1892–1965) | Physik                                    |
| 1951 | Sir John Cockcroft (1897–1967)         | Physik (Kernspaltung)                     |
| 1958 | Frederick Sanger (1918–2013)           | Chemie                                    |
| 1962 | Maurice Wilkins (1916–2004)            | Medizin (Entdeckung der Struktur der DNA) |
| 1977 | Sir Nevill Francis Mott (1905–1996)    | Physik                                    |
| 1979 | Abdus Salam (1926–1996)                | Physik (Elektroschwache Wechselwirkung)   |
| 1979 | Allan McLeod Cormack (1924–1998)       | Medizin (Computertomografie)              |
| 1980 | Frederick Sanger (1918–2013)           | Chemie                                    |
| 2007 | Eric Maskin (* 1950)                   | Wirtschaft                                |
| 2020 | Sir Roger Penrose (* 1931)             | Physik                                    |

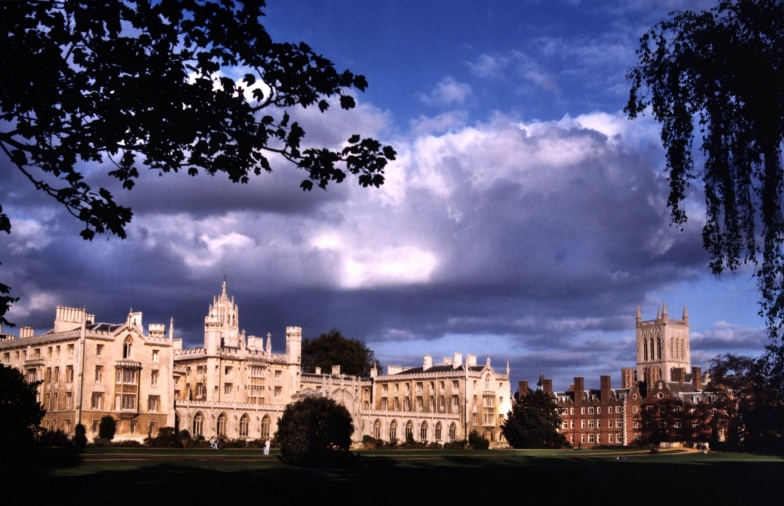
New Court, St John’s College
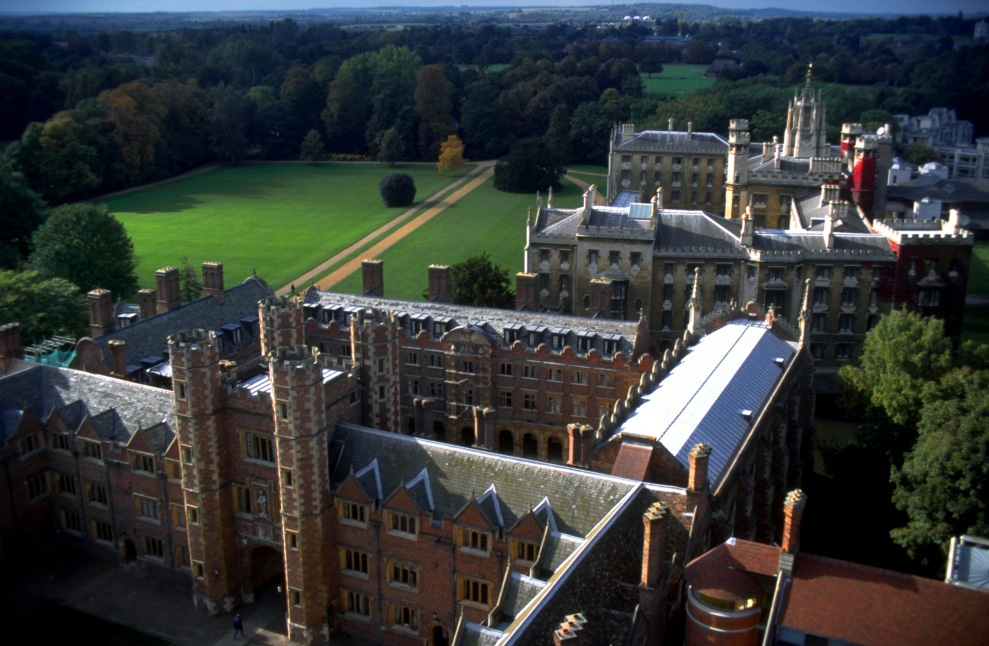
Ansicht über die Rückseite von St John’s
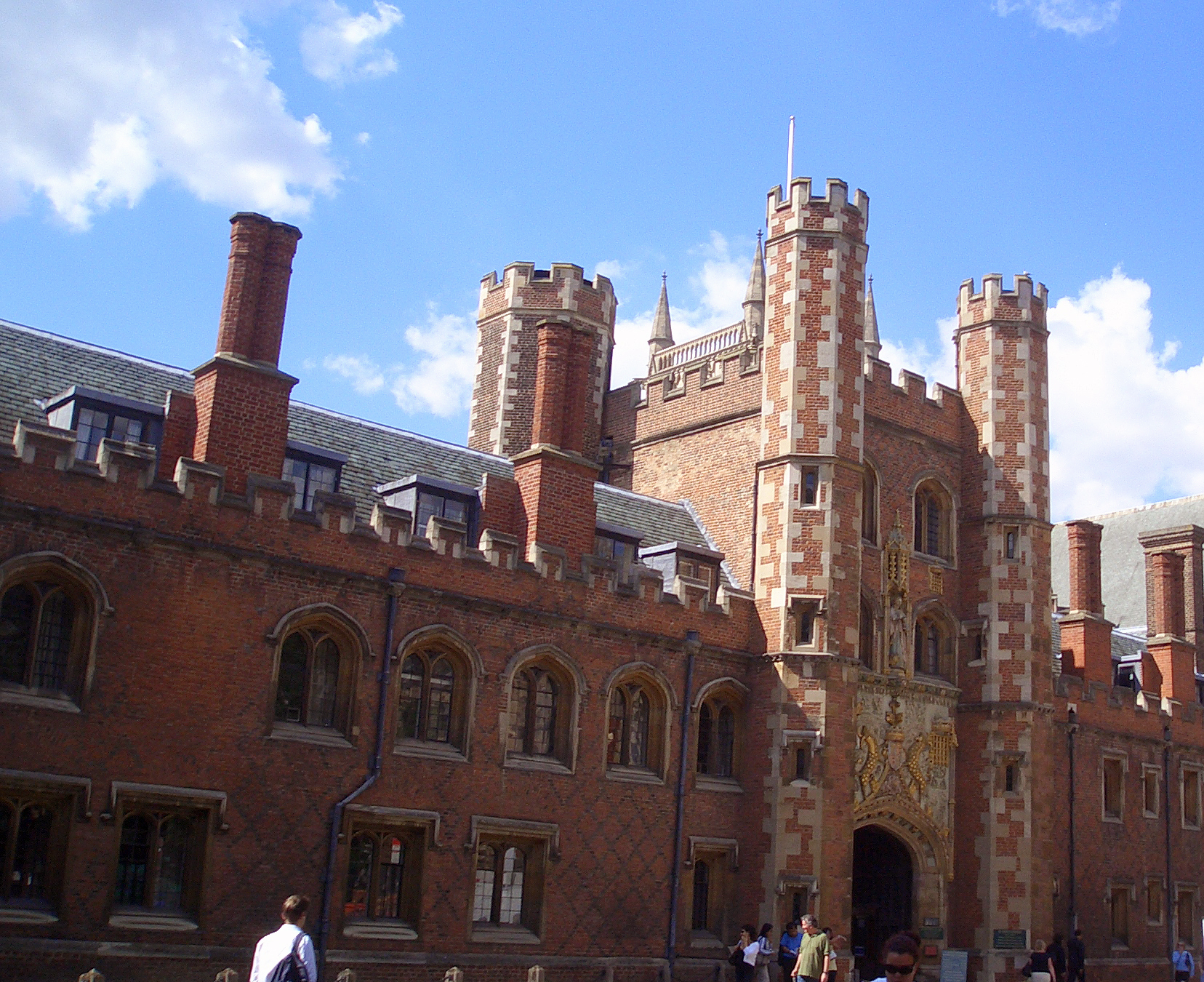
Haupteingang des St John’s College
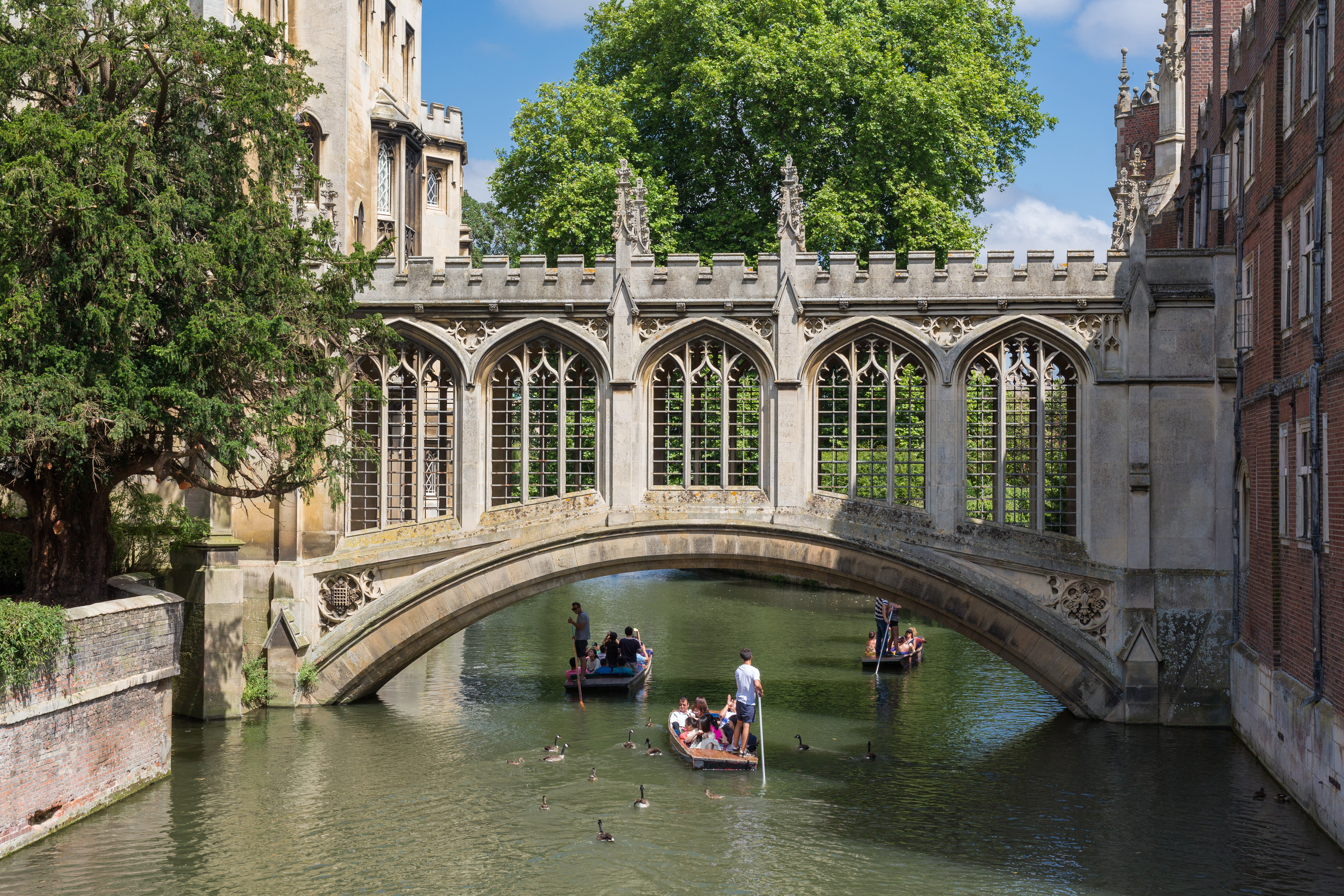
Seufzerbrücke am St John’s College